# ミスター・ロンリー
「ミスター・ロンリー」（英語: Mr. Lonely）は、1964年に全米チャート1位を獲得したボビー・ヴィントンの代表曲。1970年にレターメンがカバーしていたことでも知られる。

## 解説
ヴィントンは1962年のデビュー曲「涙の紅バラ」と同時にこの曲を録音し、次のシングルとして希望していたが、会社側は彼の歌唱に納得せず、当時同じ会社に在籍していた歌手兼ピアニストのバディ・グレコに同じバック演奏を使って録音させた。グレコのシングルは全米64位を記録した。
1964年、会社はアルバム "Bobby Vinton's greatest hits" の編集の折、ヴィントンの意向を取り入れ、この作品を追加しリリースした。ラジオ局には「ミスター・ロンリー」のリクエストが殺到し、会社はシングル・カットを決断、12月には全米第1位を記録した。
曲の内容はホームシックにかかった兵士の心情を綴ったもので、ヴィントン自身の兵役体験がもとになっている。歌詞に登場する手紙には恋人も含むため、いわゆる「ラブ・ソング」にも含まれる。
1991年、湾岸戦争が勃発すると、ヴィントンは「ミスター・ロンリー」に子供のナレーションを追加した作品"Letter to a soldier"をカーブ・レコードからリリースした。B面は「ミスター・ロンリー」の再録音で、日本ではB面のみオムニバス盤に収録された形で発売された。アメリカでは、この曲をタイトルとしたCD"Mr.lonley; his greatest songs today"(1991)もリリースされた。

## カバー
メロディーの美しさからカバー・バージョンの多くはオーケストラやピアノ演奏が多く、フランク・チャックスフィールド、ロジャー・ウィリアムス、フロイド・クレイマーなどがカバーした。
日本においては、フランク・プゥルセル・グランド・オーケストラのバージョンが、TOKYO FM制作のラジオ番組『JET STREAM』のテーマ曲に長年使用され、有名となった（2002年10月以降は、溝口肇のバージョンを使用している）。レターメン盤は1965
年のアルバム "Portlait of my love" でカバーした録音が1970年に日本で独自にシングル・カットされ、翌年にかけてかなりのヒットを記録した。
2005年には、セネガル系アメリカ人歌手エイコンが、ヴィントンのヴァージョンをサンプリングした "Lonely" をリリースし、全英チャートでは1位を記録するなど、本国よりもヨーロッパでヒットした。
- （フランス）ジョニー・アリディ "Quand revient la nuit" （1965年）
- （イタリア）レイモンド・ラブロック "Solo" （1965年）
- （日本）キング・トーンズ "Mr.lonely"
- （日本）デューク・エイセス "Mr.lonely"
- （日本）ヤング101 「ミスター・ロンリー」（1972年）

## 映画
映画に使用されることも多く、2008年の同名映画のほか、『グローイング・アップ』（1978年）、『アメリカン・グラフィティ2』（1979年）などにも使用された。